# Amplaria
Genre
Amplaria est un genre de vers polychètes de la famille des Serpulidae. Selon le World Register of Marine Species, ce taxon ne serait pas valide et devrait être dénommé Amplicaria.

## Liste d'espèces
Selon ITIS (2 août 2011) :
- Amplaria spiculosa Knight-Jones, 1973